# Chiajna
Chiajna is een gemeente in het Roemeense district Ilfov en ligt in de regio Muntenië in het zuidoosten van Roemenië. De gemeente telt 7801 inwoners (2005).

## Geografie
De oppervlakte van Chiajna bedraagt 16 km², de bevolkingsdichtheid is 488 inwoners per km².
De gemeente bestaat uit de volgende dorpen: Chiajna, Dudu, Roșu.

## Politiek
De burgemeester van Chiajna is Mircea Minea (PNL).

## Geschiedenis
In 1787 werd Chiajna officieel erkend.

## Sport
Voetbalclub CS Concordia Chiajna speelde meerdere seizoenen op het hoogste Roemeense niveau, de Liga 1.